# Murata Shūgyo
Murata Shūgyo (jap. 村田 周魚, wirklicher Name: Murata Taisuke (村田 泰助); * 17. November 1889 in der Präfektur Tokio; † 11. April 1967) war ein japanischer Lyriker.
Murata begann im Alter von sechs Jahren Haiku zu schreiben und wandte sich im Alter von siebzehn Jahren dem Senryū zu. Er gilt als einer der sechs großen Senryū-Dichter (六大家, rokudaika) und zählte zu den Gründern des Clubs Kiyari Senryū, der größten Vereinigung von Senryū-Dichtern in Tokio. Murata veröffentlichte mehrere Gedichtbände (u. a. Shugyo kushu, 周魚句集; Senryu zatsuwa, 川柳雑話; Meiso dokugo, 明窓独語). Eine Auswahl seiner Werke erschien 1979 in Tokio.